# Османоглу, Фатьма Неслишах
Фатьма́ Неслиша́х-султа́н также известна как Неслиша́х Османоглу́ (тур. Fatma Neslişah Osmanoğlu; 4 февраля 1921 года — 2 апреля 2012 года) — внучка по материнской линии последнего османского султана Мехмеда Вахидеддина и по отцовской линии последнего халифа из династии Османов Абдул-Меджида II; супруга египетского регента Мухаммада Абдель Монима.
Является последним представителем династии, рождённым до свержения султаната и последним человеком, зарегистрированным в «Книге Османской Династии».

## Происхождение
Фатьма Неслишах родилась во дворце родителей в Нишанташы 4 февраля 1921 года. Её отцом был шехзаде Омер Фарук — единственный сын и старший ребёнок последнего халифа из династии Османов Абдул-Меджида II; матерью — Рукие Сабиха-султан — младшая дочь последнего султана Османской империи Мехмеда VI. При рождении Фатьма Неслишах получила титул Её Императорское Высочество Неслишах Султан Хазретлери «Devletlû İsmetlû Neslişah Sultan Aliyyetuş'şan Hazretleri». Её рождение праздновали 121 пушечным залпом и раздачей золота. Неслишах была старшим ребёнком в семье; у неё было две сестры: Ханзаде-султан (род. в Стамбуле в 1923 году) и Неджла Хибетуллах-султан (род. в Ницце в 1926 году). Перед изгнанием семью переселили в султанский дворец Долмабахче.

## Изгнание
В соответствии с Законом № 431 от 3 марта 1924 года, Неслишах, её родители и сестра попали в списки принудительной депортации. Семья переехала в Ниццу, где Неслишах с сёстрами получила образование. Детство и юношество султанша провела во Франции, после чего отправилась в Египет. Неслишах выучила четыре языка: французский, немецкий, английский и арабский.

## Египетская принцесса
В 1940 году Фатьма Неслишах вышла замуж за принца Мухаммада Абдель Моним Бея Эфенди — сына последнего хедива Египта Аббаса Хильми, таким образом став принцессой-консортом Египта. За два года до этого, Мухаммад, наследник US$50 миллионного состояния, получил у своего троюродного брата короля Египта Фарука разрешение на брак с сестрой албанского короля Зогу, но брак так и не состоялся.
Когда Движение свободных офицеров в ходе июльской революции свергло короля Фарука, Мухаммад был назначен председателем совета регентов при малолетнем короле Фуаде. 7 сентября 1952 года совет был распущен и Мухаммад стал единоличным принцем-регентом. За неимением королевы-консорта её обязанности де-факто исполняла Неслишах, как супруга принца-регента. Неслишах занималась благотворительностью и представительской деятельностью (присутствовала на крупных спортивных соревнованиях и т. д.).
Регентство Мухаммада длилось всего 10 месяцев. 18 июня 1953 года совет революционного командования Египта отменил монархию. Четыре года спустя Мухаммад и Неслишах были арестованы по обвинению в участии в заговоре против президента Насера. Неслишах с мужем была освобождена из тюрьмы только после вмешательства турецкого президента. Неслишах оказалась в изгнании во второй раз. Она поселилась с семьёй во Франции, где оставалась до 1963 года.

## Возвращение на родину
В 1952 году в Турции была объявлена амнистия для принцесс Османской династии. В 1963 году Неслишах с семьёй вернулась в Турцию, где получила гражданство и фамилию Османоглу (дословно: сын, потомок Османов). Принц Мухаммад умер в 1979 году в Стамбуле; Фатьма Неслишах осталась жить с незамужней дочерью Икбал.
На момент своей смерти Неслишах являлась старейшим представителем династии Османов. После смерти Бурханеддина Джема и Эртугрула Османа Неслишах также была последним живым членом династии, родившимся во времена Османской империи.

## Дети
В семье Неслишах и Мухаммада было двое детей:
- принц Аббас Хильми (род. 16 октября 1941 года в Каире, Королевство Египет) Женат на Медихе Момтаз; есть двое детей:
  - принцесса Сабиха Фатима Хильми Ханым (род. 28 сентября 1974 года в Лондоне)
  - принц Дауд Абдельмоним Хильми Бей (род. 23 июля 1979 года в Лондоне)
- принцесса Икбал Хильми Абдулмоним Ханымсултан (род. 22 декабря 1944 года)